# 交響曲ニ短調G506 (ボッケリーニ)
交響曲ニ短調G506「悪魔の家」はルイジ・ボッケリーニの作曲した交響曲の1つ。1771年に作曲された作品12(16)の4番目。Y.ジェラールの付けた一連番号では第4番にあたる。ボッケリーニの交響曲の中では演奏機会が高いうちの一つである。
「悪魔の家」の表題は、第3楽章に由来する。グルックのバレエ音楽「ドン・ジュアン」からシャコンヌのテーマを借用しており、表題通りの凄惨でドラマティックな楽章となっている。第1楽章と第3楽章の序奏は同じである。
- 演奏時間：約20分

## 曲の構成
- 第1楽章　Andante sosutenuto-Allegro assai
- 第2楽章　Andantino con moto
- 第3楽章　Andante sosutenuto-Allegro con molto

## 編成
- オーボエ2
- ホルン2
- 弦五部